# هلیستون (ماساچوست)
هلیستون (به انگلیسی: Holliston) شهرکی در شهرستان میدلسکس ایالت ماساچوست می‌باشد که در سال ۱۷۲۴ بنیان‌گذاری شده‌است. این شهرک در سرشماری سال ۲۰۱۰ میلادی، ۱۳٬۵۴۷ نفر جمعیت داشته‌است.